# Kostel Notre-Dame-des-Foyers
Kostel Notre-Dame-des-Foyers (tj. zhruba Panny Marie Domovů) je katolický farní kostel v 19. obvodu v Paříži, v ulici Rue de Tanger.

## Historie
Kostel byl postaven v letech 1964–1967 podle plánů architektů Marcela Astorga a Roberta Sallese ze železobetonu.